# Šaul Barach
Šaul Barach (též Schaul Barach, hebrejsky שאול בראך‎,
25. února 1865 – 5. února 1940, Košice) byl maďarsko-československý rabín, posek, bejt din s kořeny v českých zemích. Působil ve Velkém Meděru, rumunské Kareji a v Košicích, na území tehdejšího Uherska.

## Život
Narodil se v 60. letech 19. století. Jeho matka Liba byla dcera rabína Ja'akova Meira Zvi Friedlandera (autora spisu „Derech jemah“) a otcem rabi Elazar Barach. Původní příjmení jeho předků bylo Perara podle města Přerova. Šaulův děd si spolu se svými šesti bratry změnil příjmení na Baruch.
Šaul se oženil s Rivkou, dcerou rabína Neftoliho. Jeho učitelem byl rabi Moše Šik. Cestoval k sigetským rabínům Teitelbaumovým a byl v kontaktu také s bobovskou rabínskou dynastií.
Osmnáct let byl rabínem ve Velkém Meděru na jihozápadním Slovensku a dalších čtrnáct v rumunské Careji. Roku 1923 byl jmenován rabínem v Košicích, kde strávil posledních sedmnáct let svého života.
V každém z měst, kde působil jako rabín, se veřejně stavěl proti sionismu. Na toto téma napsal:
| „ | Každý, kdo věří v Tóru Mojžíšovu, tomu je cizí sionismus a mizrachim a vyhýbá se jídlu a pití s nimi jako s cizími, kteří by měl být rozlišováni od izraelského národa. | “ |

Byl známý v širokém okolí a byl považován za předního z maďarských rabínů. Předsedal velké ješivě. V průběhu svého života vydal množství knih o náboženských a kulturních tématech.
Rebe Šaul Barach zemřel v pondělí 5. února 1940.